# Xavier Langlois
Xavier Langlois, né le 24 août 1911 à Relecq-Kerhuon et mort le 23 novembre 1944, est un militaire français, Compagnon de la Libération par décret du 4 juillet 1944.

## Biographie
Né de Xavier Langlois, officier de marine mort pour la France en 1917, et de Lise Alix Barthes (nièce de l'amiral Eugène Barthes), Xavier Langlois suit ses études au lycée de Brest puis au Prytanée militaire (1928), prépare l'École navale et Saint-Cyr (1931), est reçu aux deux concours et opte pour Saint-Cyr (promotion Tafilalet), d'où il sort sous-lieutenant. Lieutenant aux Tirailleurs sénégalais, il est affecté au Dahomey, commande un groupe méhariste au Niger de 1935 à 1937, puis au Tchad de 1938 à 1940.
Il rallie les Forces françaises libres (FFL) dès août 1940, entraînant avec lui son poste. Il commande une compagnie au Bataillon de marche n° 1 (BM 1) à partir de mars 1941 et est il est blessé par balle au cours de la Campagne de Syrie. En automne 1941, il forme un nouveau bataillon, le Bataillon de Marche n°11 (BM 11), qu'il commande jusqu'à la fin. Il participe à la campagne d'Égypte, puis à celle de Tunisie (1943), à la suite de laquelle il est cité à l'ordre de l'Armée.
Au mois d'avril 1944, il s'embarque avec le BM 11 pour l'Italie. Il est de nouveau blessé, par éclat de mortier, à Garigliano, et se distingue à Bagno-Reggio. Il participe au Débarquement de Provence en août, prend part aux combats à Toulon et  remonte la vallée du Rhône et de la Saône jusqu'à la région de Belfort et du Ballon d'Alsace.
Quand il apprend, le 23 novembre, qu'un officier du BM 11 est fait prisonnier à la ferme de Fennematt au cours d'une liaison, il décide d'aller le libérer avec un petit groupe d'hommes. Le commandant Langlois est tué durant un affrontement acharné avec les forces ennemies, provoquant des pertes sévères. Son corps est retrouvé le lendemain.
Il épouse Bernadette Blanc, nièce de Mgr Joseph Félix Blanc.
Il est inhumé à la Nécropole nationale de Rougemont.
Il est parrain de la promotion de la Corniche brutionne 2012-2014.

## Décorations
- Officier de la Légion d'honneur
- Compagnon de la Libération par décret du 4 juillet 1944
- Croix de guerre 1939–1945
- Médaille de la Résistance française avec rosette